# Can Bondia
|  | Per a altres significats, vegeu «Can Bondia (Sant Martí de Llémena)». |

Can Bondia és una entitat de població al municipi de les Masies de Voltregà a la comarca d'Osona i on se situa l'ajuntament d'aquest municipi. En el cens del 2006 tenia 49 habitants.